# Emails I Can't Send
《Emails I Can't Send》는 미국 가수 사브리나 카펜터의 다섯 번째 정규 앨범이다. 2022년 7월 15일 아일랜드 레코드를 통해 발매되었다. 주로 팝 장르에 속하며, 포크 팝, 댄스 팝, 일렉트로팝, 얼터너티브 팝 요소와 스토리텔링이 가미되어 있다. 이 앨범은 카펜터가 작성했으나 보내지 않은 이메일과 메시지를 주제로 하고 있다.
이 앨범에서는 〈Skinny Dipping〉, 〈Fast Times〉, 〈Vicious〉, 〈Because I Liked a Boy〉, 〈Nonsense〉 총 다섯 개의 싱글이 발매되었다. 앨범 홍보를 위해 카펜터는 2022년 9월 《Emails I Can't Send Tour》를 시작했다. 2023년에는 디럭스 에디션 《Emails I Can't Send Fwd:》가 발매되었으며, 이 버전에는 싱글 〈Feather〉가 포함되었다. 이 앨범은 아르헨티나, 오스트레일리아, 아일랜드, 네덜란드, 뉴질랜드, 미국에서 차트 30위 안에 들었다. 음악 평론가들로부터 대체로 긍정적인 평가를 받았으며, 《롤링 스톤》과 《빌보드》가 선정한 2022년 최고의 앨범 목록에 이름을 올렸다.